# Kue lapis
Le kue lapis est un kue indonésien, ou une collation traditionnelle de pudding à la farine de riz doux, sucré, en couches colorées et cuit à la vapeur.

## Origine et diffusion
Le kue lapis est un gâteau traditionnel originaire d'Indonésie. En indonésien, lapis signifie « couches ». Ce gâteau ou pudding de riz gluant en couches cuit à la vapeur est très populaire en Indonésie, au Suriname (où il est simplement connu sous le nom de lapis) et peut également être trouvé aux Pays-Bas du fait des liens coloniaux les liant à l'Indonésie. Le kue lapis est également très populaire en Malaisie voisine, à Singapour et au Brunei où il est appelé kuih lapis. Le kue lapis a été introduit par les Sino-Birmans dans le Myanmar, où il est connu sous le nom de kway lapay (ကွေလာပေး) ou kway lapaysa (ကွေလာပေးစ).

## Ingrédients et mode de cuisson

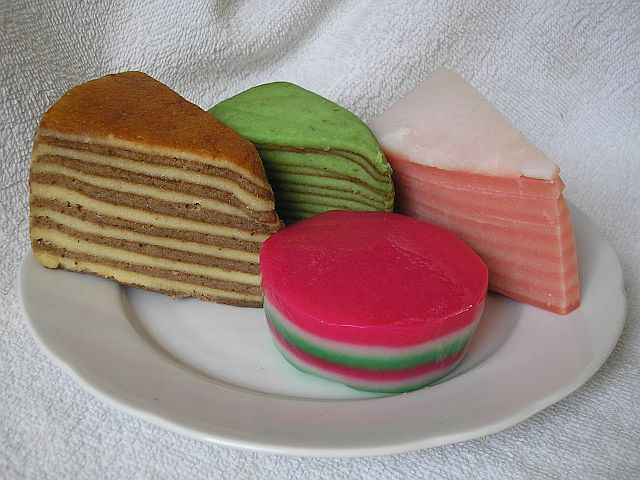
Kue lapis dans une assiette.

Cette collation se compose généralement de deux couches colorées alternées formant ensemble le gâteau. Le gâteau est composé de farine de riz, de sagou, de lait de coco, de sucre, de sel et de colorant alimentaire,. Les colorants alimentaires populaires comprennent le pandan de couleur verte et le colorant alimentaire surgelé rouge. Il est courant de trouver aussi du kue en couches arc-en-ciel. Ce gâteau est cuit à la vapeur progressivement, et des couches sont ensuite ajoutées en alternance pour éviter que différentes couleurs ne se mélangent. Cette méthode créera un gâteau au pudding en couches. Le kue lapis a une texture élastique semblable à de la gélatine, mais contrairement à la gelée, ce gâteau est assez collant et moelleux en raison de la teneur en riz au lait.
Le kue lapis est similaire au lapis legit ou spekkoek, la différence étant que le lapis legit est un gâteau en couches gonflé, fait de farine et cuit, tandis que le kue lapis est un pudding en couches humides, fait de farine de riz et de sagou et cuit à la vapeur.